# Stora Rönnskäret
Stora Rönnskäret är en ö i Finland. Den ligger i Norra kvarken eller Bottenviken och i kommunen Nykarleby i den ekonomiska regionen  Jakobstadsregionen i landskapet Österbotten, i den västra delen av landet. Ön ligger omkring 52 kilometer nordöst om Vasa och omkring 400 kilometer norr om Helsingfors.
Öns area är 36,1 hektar och dess största längd är 1,1 kilometer i nord-sydlig riktning.